# Kristin Minter
Kristin Minter (Miami, Florida, 22 de noviembre de 1965) es una actriz estadounidense de cine y televisión.

## Biografía
Minter nació en Miami, Florida, hija de Dottie y Charlie Minter. Se crio en Yardley, Pensilvania.
Minter es reconocida además por interpretar a Rachel MacLeod en algunos episodios de la serie de televisión Highlander: The Series. Ha aparecido en otras series como ER, en la que interpretó a Randi Fronczak en 72 episodios entre 1995 y 2003. En 2015 encarnó a Nina en la película de terror Excess Flesh.

## Filmografía

### Cine
| Año  | Título                      | Rol                 | Notas          |
| ---- | --------------------------- | ------------------- | -------------- |
| 1990 | Home Alone                  | Heather McCallister |                |
| 1991 | Cool as Ice                 | Kathy Winslow       |                |
| 1992 | Passed Away                 | Karen               |                |
| 1992 | Bayscape 2042               | Agent Xan           | Película corta |
| 1994 | There Goes My Baby          | Tracy               |                |
| 1994 | Flashfire                   | Lisa Cates          |                |
| 1995 | Lover's Knot                | Cheryl              |                |
| 1996 | Savage                      | Marie Belot         |                |
| 1997 | Temple of Phenomenal Things | Monica              |                |
| 1998 | The Effects of Magic        | Zebrah              |                |
| 1999 | Live Virgin                 | Susie               |                |
| 1999 | Tyrone                      | Stella              |                |
| 2000 | The Apostate                | Charlotte           |                |
| 2000 | Tick Tock                   | Carla               |                |
| 2000 | Diamond Men                 | Cherry              |                |
| 2000 | King of the Open Mics       | Gina                |                |
| 2000 | Behind the Seams            | Joy                 |                |
| 2001 | A Wedding for Bella         | Lucca               |                |
| 2001 | Myopia                      | Claire              |                |
| 2002 | Waiting for Anna            | Anna                | Película corta |
| 2002 | March 1st                   | Stephanie           | Película corta |
| 2002 | The Gray in Between         | Suzie               |                |
| 2003 | Straighten Up America       | Helen               |                |
| 2005 | In the Blink of an Eye      | Reina               |                |
| 2008 | Six Sex Scenes and a Murder | Regan Price         |                |
| 2009 | Dead in Love                | Sara                |                |
| 2010 | What If...                  | Cynthia             |                |
| 2011 | Blur                        | Candace             |                |
| 2013 | Eat Spirit Eat              | Parysian            |                |
| 2015 | Excess Flesh                | Nina                |                |
| 2015 | Fire City: End of Days      | Jane                |                |
| 2015 | Dirty                       | Capt. Scott         |                |
| 2015 | 7th Secret                  | Liz Lombardi        |                |
| 2015 | Liza, Liza, Skies Are Grey  | Madre               |                |
| 2016 | Honeyglue                   | Lisa                |                |

### Televisión
| Año       | Título                        | Rol                        | Notas                                                 |
| --------- | ----------------------------- | -------------------------- | ----------------------------------------------------- |
| 1989      | Living Dolls                  | Jenna                      | "The Flash Is Always Greener"                         |
| 1990      | The Outsiders                 | Sheila                     |                                                       |
| 1993      | Moon Over Miami               | Rebecca                    | "Pilot"                                               |
| 1994      | Family Album                  | Valerie Thayer             |                                                       |
| 1995      | University Hospital           | Debra Vaughn               | "Secrets Great and Small", "Endings and Beginnings"   |
| 1995      | Pig Sty                       | Christine                  | "... And This Little Piggy Moved Out", "Erin Go Barf" |
| 1995      | Fallen Angels                 | Sue Hambleton              | "Fly Paper"                                           |
| 1995      | Dad, the Angel & Me           | Rita                       |                                                       |
| 1995-1996 | Highlander: The Series        | Rachel MacLeod             | "Homeland", "Deliverance", "Promises"                 |
| 1995-2003 | ER                            | Miranda 'Randi' Fronczak   |                                                       |
| 1996      | Kung Fu: The Legend Continues | Emma                       | "Black Widow"                                         |
| 1998      | Brimstone                     | Janice Nowack              | "Encore"                                              |
| 2000      | G vs E                        | Analista                   |                                                       |
| 2001      | Providence                    | Alex                       | "Trial & Error"                                       |
| 2001      | NYPD Blue                     | Candy                      | "Two Clarks in a Bar"                                 |
| 2003      | John Doe                      | Charlotte Williams         | "Tone Dead"                                           |
| 2004      | Halo 2                        | ILB: Sophia Bossedon (voz) | Videojuego                                            |
| 2004      | General Hospital              | Jordan Baines              | 1 episodio                                            |
| 2005      | Blind Justice                 | Cheryl Vitti               | "Marlon's Brando"                                     |
| 2005      | Crossing Jordan               | Sara                       | "Enlightenment"                                       |
| 2006      | Pepper Dennis                 | Bambi                      | "Dennis, Bulgari, Big Losers at ACoRNS"               |
| 2007      | Dirt                          | Dana Pritchard             | "The Thing Under the Bed"                             |
| 2009      | Nip/Tuck                      | Kitty                      | "Gene Shelly"                                         |
| 2010      | The Mentalist                 | Sugar                      | "Red Sky at Night"                                    |
| 2013      | Ironside                      | Ivana                      | "Action", "Hell on Wheels"                            |
| 2013      | Ray Donovan                   | Liza Hendricks             | "Black Cadillac", "The Golem"                         |